# تشاؤم دفاعي
التشاؤم الدفاعي، هو استراتيجية معرفية أشارت إليها نانسي كانتور بالتعاون مع طلّابها في منتصف ثمانينيات القرن المنصرم. يلجأ الأفراد إلى التشاؤم الدفاعي بوصفه إستراتيجية تمهيدية للأحداث أو الأداءات المثيرة للقلق. يعلّق الأفراد آمالًا متواضعة فيما يتعلّق بأدائهم عندما ينشّطون تشاؤمهم الدفاعي، وذلك بصرف النظر عن مدى جودة أدائهم في الماضي. وبعد ذلك، يفكّر المتشائمون الدفاعيون في أحداث ونكسات سلبية معيّنة قادرة على التأثير سلبًا على أهدافهم. يستطيع المتشائمون الدفاعيون اتّخاذ إجراءات لتجنّب هذه النتائج السلبية المحتملة المتصوّرة أو الاستعداد لها. يستطيع المتشائمون الدفاعيون ترويض هذا القلق الذي قد يتسبّب بضرر في أدائهم بما يخدم مصالحهم من خلال استخدام هذه الاستراتيجية.
يُستخدم التشاؤم الدفاعي في مجموعة متنوعة من المجالات، إذ تشكّل الخطابة العامة مثالًا جيّدًا على العملية المنطوية على هذه الاستراتيجية. يستطيع المتشائمون الدفاعيون التخفيف من حدّة قلقهم المتعلّق بالخطابة العامة من خلال تخيّل العقبات المحتملة، مثل نسيان الخطاب والعطش وتلطيخ قمصانهم قبل الحدث. يستطيع المتشائمون الدفاعيون الاستعداد لمواجهة التحدّيات المُقبلة بشكل ملائم، وذلك لأنّهم قد فكّروا مسبقًا في هذه المشكلات. على سبيل المثال، يستطيع المتحدّث صنع بطاقات ملاحظات تحوي تلميحات من الخطاب، ووضع كوب من الماء على المنصّة للتخفيف من الشعور بالعطش، وإحضار قلم مبيّض لإزالة البقع عن القميص. تقلّل هذه الإجراءات الوقائية من القلق وتعزّز من الأداء المتفوّق.

## فعالية الاستراتيجية
يُعتبر أداء المتشائمين الدفاعيين مُشابهًا لأداء الأشخاص ذوي الاستراتيجيات الأكثر تفاؤلًا، على الرغم من عدم رضاهم عن أدائهم وتقييمهم لأنفسهم على أنهم «بحاجة إلى التحسّن». حقّق كل من نوريم وكانتر (1986) فيما إذا كان تشجيع المتشائمين الدفاعيين والتدخّل في تفكيرهم السلبي النموذجي سيفضي إلى انخفاض جودة أدائهم. وُضع المشاركون في الدراسة في سيناريوهات تشجيعية وغير تشجيعية خلال استعدادهم لإكمال مهام الجناس التصحيفي والألغاز. أُخبر المتشائمون الدفاعيون في الحالة التشجيعية أن يتوقّعوا تحقيقهم لنتائج جيّدة، وذلك بناءً على المعدّل التراكمي الخاص بهم. تبيّن أن أداء المتشائمين الدفاعيين كان سيئًا بعد تشجيعهم، مقارنةً بالمتشائمين الدفاعيين الذين لم يُجرَ التلاعب في استراتيجياتهم. يُعتبر التشاؤم الدفاعي استراتيجيةً تكيّفيةً خاصةً بالأشخاص الذين يعانون من القلق: تتناقص جودة أدائهم إن لم يتمكّنوا من إدارة قلقهم والتصدّي له بصورة ملائمة.

## العناصر الرئيسية

### التفكير السابق للحقيقة
التفكير السابق للحقيقة (أي «ما قبل الحقيقة»)، هو أحد العناصر الأساسية للتشاؤم الدفاعي. يُعتبر التفكير السابق للحقيقة مترادفًا مع التوقّع، إذ يشير إلى إستراتيجية معرفية يتخيّل من خلالها الناس النتائج المُحتملة لسيناريو مستقبلي. صيغ مصطلح التفكير السابق للحقيقة على يد لورانس جاي. سانا في عام 1988، إذ أشار إلى الأنشطة المتكهّنة بالنتائج المستقبلية المحتملة في ضوء الوقت الحاضر، والتي تطرح سؤال «كيف ستؤول الأمور إن تحقّق الحدث ه؟».
تتمثّل النتائج المتخيّلة إما بنتائج إيجابية/ مرغوب فيها، أو بنتائج سلبية/ غير مرغوب فيها، أو بنتائج محايدة. يمكن للتفكير السابق للحقيقة أن يكون مفيدًا، وذلك لأنه يسمح للفرد بالاستعداد للنتائج المحتملة لسيناريو ما.
يُعتبر التفكير السابق للحقيقة أسلوبًا أساسيًا ومهمًا بالنسبة للمتشائمين الدفاعيين، إذ يمكّنهم من التخفيف من حدّة القلق. يقترن هذا التفكير السابق للحقيقة عادةً بنظرةٍ متشائمةٍ، ما يسفر عن تشكّل سيناريوهات متخيّلة سلبية/ غير مرغوب فيها. وفيما يتعلّق بالمثال السابق، يتوقّع المتشائم الدفاعي في حالة الخطابة العامة نسيان الخطاب أو الشعور بالعطش، بدلًا من أن يتوقّع إلقاءه لخطاب مذهل وتلقّيه لاحتفاء حماسي.

### القلق
ليس غريبًا أن تكون سمات القلق والعصابية مرتبطين بالتشاؤم الدفاعي، وذلك نظرًا لكون التشاؤم الدفاعي مدفوعًا بالحاجة إلى إدارة القلق. تعمل الحالات المزاجية السلبية على تعزيز إستراتيجية تحقيق الأهداف لدى المتشائمين الدفاعيين، وذلك من خلال تسهيل خلق النكسات والنتائج السلبية المُحتملة خلال عملية السعي لتحقيق الأهداف، إذ يمكن حينها توقّعها أو منعها. تضعف جودة أداء المتشائمين الدفاعيين في المهام التجريبية عند تشجيعهم للوصول إلى حالات مزاجية إيجابية أو محايدة مقارنةً بجودة أدائهم في الحالات المزاجية السلبية. يصبح المتشائمون الدفاعيون أكثر قلقًا لأنهم مُنعوا من تنفيذ استراتيجيتهم المعرفية المفضّلة في تحقيق أهدافهم على نحو ملائم.

## تقدير الذات
يرتبط التشاؤم الدفاعي عمومًا بتدنّي تقدير الذات، وذلك لتضمّن الاستراتيجية للنقد الذاتي والتشاؤم واستبعاد الأداءات السابقة الناجحة. وفي الواقع، وجد كل من نوريم وبوردزوفيك آندرياس (2006) أن المتشائمين الدفاعيين يمتلكون تقدير ذات متدنيًا عند دخولهم إلى الكلّية مقارنةً مع الأشخاص المتفائلين، إذ يرتفع تقدير المتشائمين الدفاعيين لذاتهم ليُقارب مستويات الأشخاص المتفائلين تقريبًا مع انتهاء أربع سنوات من الدراسة الجامعية. وفي الوقت ذاته، لم يتغيّر مستوى تقدير الذات لدى الأشخاص المتفائلين، أمّا بالنسبة للمتشائمين غير الدفاعيين فيتراجع تقديرهم لذواتهم قليلًا بحلول نهاية سنوات الدراسة الجامعية. يؤثّر التشاؤم الدفاعي على تقدير الذات، لكنّ هذه الآثار تبدأ بالتناقص بمرور الوقت.

## مقارنة مع التشاؤم
لا يُعتبر التشاؤم الدفاعي أسلوب توقّع داخليًا أو عالميًا أو مستقرًا كما هو الحال مع التشاؤم، بل يُعتبر إستراتيجية معرفية مُستخدمة في سياق تحقيق أهداف معيّنة. ينطوي التشاؤم على اجترار الأفكار المتعلّقة بالنتائج السلبية المُحتملة للموقف دون وجود سلوك استباقي لمواجهة هذه النتائج. أمّا بالنسبة للتشاؤم الدفاعي، فيستعين بتبصّر المواقف السلبية من أجل الاستعداد لمواجهتها. غالبًا ما تدفع النتائج السلبية المُحتملة للموقف المتشائمين الدفاعيين إلى العمل بجدّية أكبر بهدف تحقيق النجاح. يشعر المتشائمون الدفاعيون بأنهم ما زالوا قادرين على التحكّم بنتائجهم على الرغم من قلقهم، وذلك نظرًا لكونهم غير متأكدين من حدوث هذه المواقف السلبية. على سبيل المثال، لا يتجنّب المتشائم الدفاعي جميع المقابلات الوظيفية خوفًا من الفشل في إحداها، بل يتوقّع التحدّيات المُحتمل حدوثها في مقابلة عمل قادمة -مثل قواعد اللباس والمُقابلين العنيدين والأسئلة الصعبة- ليستعدّوا لمواجهتها بدقّة. لا يُنظر إلى التشاؤم الدفاعي بوصفه ردّ فعلٍ على الأحداث المُجهدة فهو لا ينطوي على التفكير بالأحداث السابقة، وبذلك يجب تمييزه عن التشاؤم باعتباره سمةً أو نظرةً سلبيةً أكثر عمومية. بدلًا من ذلك، يستطيع المتشائمون الدفاعيون التوقّف عن استخدام هذه الاستراتيجية بمجرّد أن تُثبت عدم فعاليتها (أي عندما لا تعلب دورًا تمهيديًا).